# Hannah Arendt
Hannah Arendt (Johanna Arendt; n. 14 octombrie 1906, Lindener Marktplatz 2, Hannover⁠(d), Regatul Prusiei, Imperiul German – d. 4 decembrie 1975, New York City, New York, SUA) a fost o teoreticiană politică evreică-germană, numită deseori filosoafă, deși ea nu s-a considerat niciodată ca atare. Una dintre figurile marcante ale gândirii socio-politice contemporane, Hannah Arendt a abordat în lucrările sale cele două mari și dificile teme ale epocii postbelice: totalitarismul și antisemitismul.

## Biografie
S-a născut într-o familie de evrei seculari la Linden, Germania în 14 octombrie 1906. Tatăl ei era inginer iar mama ei era muziciană. În 1924 s-a înscris la Universitatea din Marburg pentru a studia teologia (???surse?), dar a sfârșit prin a-și lua doctoratul în filosofie la Heidelberg (1929), după ce studiase cu Heidegger, Husserl și Jaspers.
În anul 1925, întâlnirea cu Heidegger devine un eveniment major în viața ei, atât pe plan intelectual cât și amoros. Era foarte tânără, drăguță și plină de admirație față de maestrul său, cu 15 ani mai în vârstă. În 1929, ea obține o bursă de studii care îi permite să lucreze până în anul 1933 la o biografie a lui Rahel Varnhagen, o femeie de litere evreică din epoca romantismului german. Lucrarea nu va apărea până în 1958. Sub influența lui Kurt Blumenfeld, președintele organizației sioniste, a devenit conștientă de identitatea ei evreiască în timp ce Jaspers încerca s-o determine să adere la esența germană a lui Max Weber.
A fost arestată de Gestapo în 1933, a reușit să scape și s-a refugiat în Franța. În 1941 a ajuns în SUA, unde inițial a scris pentru ziarul de limba germană „Aufbau” și a lucrat la editura „Schoken Books”, ocupând în același timp poziții-cheie în diverse organizații evreiești.
În 1951 a apărut monografia monumentală „Originile totalitarismului” ("The Origins of Totalitarianism"), în care analiza mecanismelor care au făcut posibilă instaurarea unor regimuri totalitare, fasciste sau comuniste, este completată de evidențierea structurilor care le asigura menținerea, precum și a consecințelor antiumane pe care le generează. În anii '60 și '70 a ținut cursuri la mai multe universități (Berkeley, Princeton, Chicago) și la New School for Social Research (New York). A scris pentru numeroase ziare și reviste, între care "Review of Politics", "Journal of Politics", "The New Yorker", "Social Research". În prelegerile publicate sub titlul "The Life of the Mind" („Viața cugetării”) își exprimă îngrijorarea în privința neputinței filosofiei de a influența în bine acțiunile oamenilor. A murit la New York pe 4 decembrie 1975.
În 2012, cunoscuta regizoare de film Margarethe von Trotta produce un film, „Hannah Arendt” despre viața ei, rolul titular fiind interpretat de Barbara Sukowa.

## Cariera
În 1929, anul în care disertația ei a fost publicată, se căsătorește la Berlin cu Günther Stern, cunoscut mai târziu ca Günther Anders. Ei divorțează în anul 1937. În anul 1932, Hannah Arendt a fost profund tulburată de rapoartele care spuneau că Heidegger a ținut discursuri la întâlnirile naziștilor. Ea i-a scris, rugându-l să nege că a fost atras de nazism. Heidegger a replicat că nu caută să nege zvonurile (care erau adevărate) și a asigurat-o că sentimentele lui pentru ea sunt neschimbate. Fiind evreică în Germania Nazistă, Arendt a fost prevenită de o viață în care va fi discriminată. Ea a studiat antisemitismul pentru câtva timp înainte de a fi arestată și pentru scurt timp întemnițată de către Gestapo în anul 1933.

### Paris
În anul 1933, Hannah Arendt a părăsit Germania pentru Cehoslovacia iar mai apoi pentru Geneva, unde a lucrat pentru o perioadă de timp la Liga Națiunilor. Mai apoi, în Paris, ea s-a împrietenit cu vărul primului său soț, criticul literar și filozof, marxistul Walter Benjamin. În timp ce era în Franța, ea a lucrat pentru ajutorarea refugiaților evrei. În anul 1937, i s-a retras cetățenia germană. În anul 1940, Hannah Arendt se căsătorește cu poetul german și filozof marxist, Heinrich Blücher, membru fondator al Partidului Comunist  German, din care a fost exclus datorită muncii sale în cadrul Fracțiunii Conciliatoare. Acesta era un  grup de opoziție în cadrul Partidului Comunist German în timpul Republicii de la Weimar și a Germaniei naziste. În luna mai a anului 1940, după invazia Franței de către Germania nazistă, Hannah Arendt este închisă în lagărul de la Gurs din sud-vestul Franței ca „inamic străin”, dar reușește să scape înainte ca germanii să cucerească zona.

## Opera
- The Origins of Totalitarianism (Originile totalitarismului), 1951
- The Human Condition (Condiția umană), 1958

- Between Past and Future (Între trecut și viitor), 1961
- Eichmann in Jerusalem: A Report on the Banality of Evil (Eichmann în Ierusalim. Un raport asupra banalității răului), 1963
- On Revolution, 1963
- Men in Dark Times, 1968
- Thoughts on Politics and Revolution (Gânduri despre politică și revoluție), 1969
- The Life of the Mind, operă postumă, 1978